# Eublemma pulchra
Eublemma pulchra is een vlinder uit de familie van de spinneruilen (Erebidae). De wetenschappelijke naam van deze soort is voor het eerst voorgesteld als Anthophila pulchra door Charles Swinhoe in een publicatie uit 1886.
De soort komt voor in India.